# Zeppelinerhallen
Zeppelinerhallen er en kontorbygning på Islands Brygge 55. Bygningen huser Onomondo og Pentia A/S.
Bygningen lå oprindeligt i Tyskland hvor den blev brugt til at bygge zeppelinere. Efter 1. verdenskrig og restriktionerne på våbenproduktion som Versailles-traktaten pålagde Tyskland, stoppede denne produktion og hele bygningen blev nedtaget og solgt og flyttet til Islands Brygge og brugt af Sojakagefabrikken som maskinværksted. I starten af det nye årtusind er der sket en restaurering af bygningen og dens ydre er ændret en smule for at tilpasse den moderne behov.